# Praline (États-Unis)
Pour les articles homonymes, voir Praline.

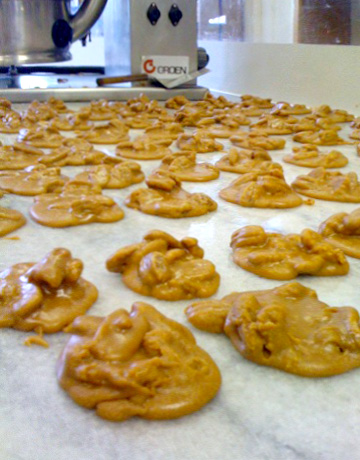
Des pralines

En Louisiane et aux États-Unis, la praline est une confiserie constituée de  noix de pécan , de sucre brun, de beurre et de crème. La recette originale fut introduite par les colons français, avant que les confiseurs ne substituent, au XIXe siècle, des noix de pécan aux amandes, du sucre brun au sucre et n’ajoutent du beurre et de la crème, voire du babeurre, à l’appareil, pour donner une sucrerie très différente de l'original,.